# Necedah, Wisconsin
Necedah là một làng thuộc quận Juneau, tiểu bang Wisconsin, Hoa Kỳ. Năm 2006, dân số của làng này là 888 người.